# Yukuhashi
Yukuhashi (japanska: 行橋市?, Yukuhashi-shi) är en stad i Fukuoka prefektur i Japan. Staden fick stadsrättigheter 1954.